# KS Olsztyn
KS Olsztyn – polski klub piłkarski z siedzibą w Olsztynie.
W sezonie 1953 KS Olsztyn występował w III lidze, grupie III (warszawskiej). Zajął dziewiątą, przedostatnią pozycję zdobywając 11 punktów w 18 meczach. KS strzelił 42 bramki, tracąc 62. W tej samej lidze wyższe miejsca zajęły podówczas Kolejarz Olsztyn oraz Gwardia Olsztyn, natomiast w niższych ligach grał OKS Olsztyn. W ciągu kolejnych paru lat klub rozwiązano.